# Antonio Sanna
Antonio Sanna (Siligo, 20 luglio 1950) è un doppiatore italiano.

## Biografia
Voce italiana di alcuni dei principali attori cinematografici di lingua inglese, ha prestato voce a Guy Williams nel ruolo di Don Diego de la Vega/Zorro nel telefilm Zorro (ridoppiaggio del 1992), Antonio Banderas nel ruolo di Alejandro Murrieta/Zorro nel film La maschera di Zorro; a Kenneth Branagh in Frankenstein di Mary Shelley e Harry Potter e la camera dei segreti, Gary Sinise in Forrest Gump e David Caruso nei panni di Horatio Caine nella serie TV CSI: Miami. Inoltre ha doppiato attori come Bruce Greenwood, Stanley Tucci in Amabili resti di Peter Jackson, John Turturro, Ed Harris in Apollo 13, Bill Pullman, Ray Liotta in Blow, Kevin Spacey in Virus letale, Stephen Dillane e Hugh Laurie. È stato attivo presso la SEFIT-CDC fino a poi diventare libero professionista.

## Doppiaggio

### Film
- Antonio Banderas in Desperado, La maschera di Zorro, The Legend of Zorro, La pelle che abito, Knockout - Resa dei conti, Gli amanti passeggeri, I mercenari 3, Automata, The 33, Dolor y gloria, Finale a sorpresa - Official Competition
- Bruce Greenwood in Generazione perfetta, Colpevole d'innocenza, Thirteen Days, Travolti dal destino, Hollywood Homicide, Io, Robot, Il cane pompiere, Cristiada, Come un tuono, Spectral, Il gioco di Gerald
- Stanley Tucci in The Core, Una vita esagerata, Allarme mortale, In Too Deep, Amabili resti, Transformers 4 - L'era dell'estinzione, Il caso Spotlight, Transformers - L'ultimo cavaliere, Supernova
- Kenneth Branagh in Frankenstein di Mary Shelley, Wild Wild West, Shackleton, Harry Potter e la camera dei segreti, 5 bambini & It, I Love Radio Rock, Dunkirk, Tenet
- David Strathairn in Ragazze vincenti, Proibito amare, Passion Fish, A casa per le vacanze, Limbo, Harrison's Flowers, Godzilla
- Ed Harris in Luna di sangue, Apollo 13, La giusta causa, Nemiche amiche, Pollock, Mi chiamano Radio
- Kevin Pollak in Avalon, Promesse e compromessi, Giorni contati, FBI: Protezione testimoni, Una moglie ideale
- William H. Macy in Boogie Nights - L'altra Hollywood, Jurassic Park III, Magnolia, Thank You for Smoking, The Sessions - Gli incontri
- John Turturro in Mo' Better Blues, Quiz Show, Illuminata, Danni collaterali, Pelham 123 - Ostaggi in metropolitana
- Bill Pullman in Tiger Cruise - Missione crociera, Un amore tutto suo, Bangkok, senza ritorno, Mistrial
- Henry Czerny in Mission: Impossible, Remember, Mission: Impossible - Dead Reckoning, Mission: Impossible - The Final Reckoning
- Søren Pilmark in The Absent One - Battuta di caccia, Conspiracy of Faith - Il messaggio nella bottiglia, Paziente 64 - Il giallo dell'isola dimenticata
- Stephen Dillane in Un perfetto criminale, Spy Game, Savage Grace
- Iain Glen in Lara Croft: Tomb Raider, Darkness, L'ultima legione
- Gary Sinise in Forrest Gump, Pronti a morire, Il miglio verde
- Hiroyuki Sanada in La contessa bianca, Wolverine - L'immortale, 47 Ronin
- Hugh Laurie in Stuart Little - Un topolino in gamba, Stuart Little 2, La ragazza di Rio
- Ray Liotta in Identità, Blow, John Q
- Stephen Rea in Michael Collins, Still Crazy, Sisters
- Tony Leung Chiu-Wai in The Grandmaster, Shang-Chi e la leggenda dei Dieci Anelli
- Denis Leary in The Amazing Spider-Man, The Amazing Spider-Man 2 - Il potere di Electro
- Woody Harrelson in Larry Flynt - Oltre lo scandalo, Amici di letto
- Clark Gregg in La macchia umana, Chiamata da uno sconosciuto
- Dougray Scott in Mission: Impossible 2, Taken 3 - L'ora della verità
- Kevin Spacey in C'eravamo tanto odiati, Virus letale
- Titus Welliver in The Town, Argo
- Stephen Tobolowsky in Delitti inquietanti, Quel pazzo venerdì, Quel pazzo venerdì, sempre più pazzo
- Jet Li in C'era una volta in Cina e in America, The One
- Alec Baldwin in Sweet Revenge, Un amore rinnovato
- David Andrews in Terminator 3 - Le macchine ribelli, Fair Game - Caccia alla spia
- Oliver Platt in Bulworth - Il senatore, Letters to Juliet
- Tom Gallop in The Bourne Supremacy, The Bourne Ultimatum
- James Spader in Due giorni senza respiro, Cacciatore di alieni
- Leland Orser in Seven, Il collezionista di ossa
- Ted Danson in Erba nostrana, Salvate il soldato Ryan
- Alfred Molina in Premonizioni, Prima e dopo
- Paul Reiser in Whiplash, Un piedipiatti a Beverly Hills - Axel F
- Irrfan Khan in Lunchbox, Inferno
- Robert John Burke in Limitless, Cani sciolti
- Michael Ironside in Karate Kid 4, Surveillance
- James Rebhorn in Qualcosa di personale, A proposito di Henry
- Matthew Perry in Mela e Tequila - Una pazza storia d'amore con sorpresa
- Anthony Heald in Red Dragon
- Philip Seymour Hoffman in Quasi famosi
- Tom Sizemore in L'acchiappasogni
- Cary-Hiroyuki Tagawa in Hachiko - Il tuo migliore amico
- Peter Gallagher in Mr. Deeds
- Tim Robbins in The Truth About Charlie
- Matthew Modine in Il cavaliere oscuro - Il ritorno, 47 metri
- Brett Cullen in Joker
- Justin Theroux in Charlie's Angels - Più che mai
- Guy Henry in Rogue One: A Star Wars Story
- Richard E. Grant in Star Wars - L'ascesa di Skywalker
- Hugh Grant in Maurice
- Mark Rylance in Ready Player One
- Ben Chaplin in Formula per un delitto
- Ralph Fiennes in Fine di una storia
- Rick Rossovich in Navy Seals - Pagati per morire
- Timothy Hutton in The Alphabet Killer
- Viggo Mortensen in Insoliti criminali
- Pierce Brosnan in Robinson Crusoe
- Stuart Graham in Doppio gioco
- Brian Doyle-Murray in JFK - Un caso ancora aperto
- Larry Poindexter in S.W.A.T. - Squadra speciale anticrimine
- David Cubitt in Alive - Sopravvissuti
- Pip Torrens in Un matrimonio all'inglese
- Jason Flemyng in Il curioso caso di Benjamin Button
- John Savage in Le parole che non ti ho detto
- Jeremy Irons in La maschera di ferro
- Michael Kopsa in I Fantastici 4
- Rex Linn in Cliffhanger - L'ultima sfida
- Craig T. Nelson in The Skulls - I teschi
- Colm Feore in Pearl Harbor
- Vyto Ruginis in Fast and Furious
- Rupert Everett in Il matrimonio del mio migliore amico
- Thomas Kretschmann in I cavalieri che fecero l'impresa
- Alan Rickman in Robin Hood - Principe dei ladri (ridoppiaggio)
- Paul Freeman in I predatori dell'arca perduta (ridoppiaggio)
- Cole Hauser in 2 Fast 2 Furious
- Gary Cole in The Gift - Il dono
- Robert Joy in Il tocco del male
- Graydon Carter in La frode
- Kiefer Sutherland in Il momento di uccidere
- Craig Bierko in Spy
- Bradley Whitford in Philadelphia, Masterminds - La guerra dei geni
- Robert Curtis Brown in È complicato
- Paul Hipp in Mezzanotte nel giardino del bene e del male
- David Clennon in Missing - Scomparso (ridoppiaggio)
- Kevin Kilner in Mamma, ho preso il morbillo
- Cylk Cozart in Ipotesi di complotto
- David Warshofsky in The Master
- Peter Wingfield in Highlander: Endgame
- Zach McGowan in Il Re Scorpione 5 - Il libro delle anime
- Lionel Newton in Mia e il leone bianco
- Tzi Ma in Mulan
- Alfredo Castro ne Il presidente
- David Strathairn in La ragazza della palude
- Reed Birney in The Menu
- Andre Braugher in Impatto imminente
- Oleg Štefanko in Tetris
- Uwe Preuss in Conta su di me
- Arnaud Viard in Un colpo di fortuna - Coup de chance
- Joe Walker in Dune - Parte due
- Enzo Solazzi - The Complex Forms

### Film d'animazione
- Vanny in Cars - Motori ruggenti, Cars 2
- Charlie Barkin in Le nuove avventure di Charlie
- Signor Cavalletta in James e la pesca gigante
- Rudy (parte parlata) in La carica dei 101 II - Macchia, un eroe a Londra
- padre ne La stella di Laura
- Herb Copperbottom in Robots
- Frederick Little in Stuart Little 3 - Un topolino nella foresta
- Stanley Irving in Piccolo grande eroe
- Hosato in Kubo e la spada magica
- Robson Zuccoli in Lupin III - La partita italiana
- Commissario di polizia in Dililì a Parigi
- Asaf in Harmony
- Rockwell in L'organo genocida
- Mycroft "M" Holmes in L'impero dei cadaveri
- Alain in Manodopera
- Jerry 4 in Soul
- Dr. Onda in Ultraman: Rising

### Cartoni animati
- Al Gore, Adlai Atkins, Free Waterfall Jr., Dandy Jim (ep. 3x22) e altri personaggi in Futurama[2]
- George Darwin in Leviathan

### Serie televisive
- Kyle MacLachlan in Desperate Housewives, Made in Jersey, Fallout
- David Caruso in Michael Hayes, CSI: Miami
- Tim DeKay in White Collar, Second Chance
- Stephen Dillane in Il Trono di Spade, Kaos
- John Getz in Ghost Whisperer - Presenze, The Last of Us
- Rob Morrow in Numb3rs
- Dylan Baker in Damages
- Lennie James in Jericho
- Iqbal Theba in Glee
- Nick Sandow in Orange Is the New Black
- Roger Bart in Desperate Housewives
- Jean-Claude Van Damme in Friends
- Bruce Greenwood in The Resident, La caduta della casa degli Usher
- Giancarlo Esposito in Homicide
- David Hyde Pierce in Frasier
- Guy Williams in Zorro (secondo doppiaggio)
- Mackenzie Gray in Legion
- Pat Finn in Friends (ep.6.15-16)[3]
- Tony Shalhoub in Detective Monk (ep. 1x01-02; ed. DVD)
- Fele Martínez in Amore e vendetta - Zorro
- Chin Han in Fringe (4x11)
- Steven Elder in Il re d'inverno - Artù, dal mito alla leggenda
- Paul Reiser in Stranger Things
- Mitchell Mullen in The Veil

### Documentari
- Michael Portillo in Prossima fermata Oriente, Prossima fermata Australia

### Videogiochi
- Professor Richmond/Computer e Prete in Ghosthunter[4] (2003)
- Com. B. McRea in Wall-E (2008)[5]
- Procton in UFO Robot Goldrake: Il banchetto dei lupi[6] (2023)